# تئا اینودر
تئا اینودر (آلمانی: Thea Einöder; ۸ ژوئن ۱۹۵۱) قایقران روئینگ زن اهل آلمان بود.
وی در مسابقات کشوری و بین‌المللی در مجموع برندهٔ ۲ مدال برنز شده‌است.